# Erioptera perlugubris
Erioptera perlugubris là một loài ruồi trong họ Limoniidae. Chúng phân bố ở miền Cổ bắc.